# Odontoretha
Odontoretha is een geslacht van vlinders van de familie uilen (Noctuidae), uit de onderfamilie Amphipyrinae.

## Soorten
- O. featheri Hampson, 1916
- O. gigas Laporte, 1984